# Мащанська сільська рада (Костопільський район)
Ма́щанська сільська́ ра́да — орган місцевого самоврядування в Костопільському районі Рівненської області. Адміністративний центр — село Маща.

## Загальні відомості
- Мащанська сільська рада утворена в 1939 році.
- Територія ради: 62,574 км²
- Населення ради: 1 313 особи (станом на 2001 рік)
- Територією ради протікає річка Бурківка.

## Населені пункти
Сільській раді підпорядковані населені пункти:
- с. Маща
- с. Глажева
- с. Кам'яна Гора
- с. Новий Берестовець

## Склад ради
Рада складається з 16 депутатів та голови.
- Голова ради: Круліковський Олександр Володимирович
- Секретар ради: Алексіюк Галина Калениківна

### Керівний склад попередніх скликань
| Прізвище, ім'я, по батькові           | Основні відомості                                    | Дата обрання | Дата звільнення |
| ------------------------------------- | ---------------------------------------------------- | ------------ | --------------- |
| Бобильов Віктор Володимирович         | Сільський голова, 1964 року народження, безпартійний | 26.03.2006   | 31.10.2010      |
| Круліковський Олександр Володимирович | Сільський голова, 1964 року народження, освіта вища  | 31.10.2010   |                 |

Примітка: таблиця складена за даними сайту Верховної Ради України